# رهبانية

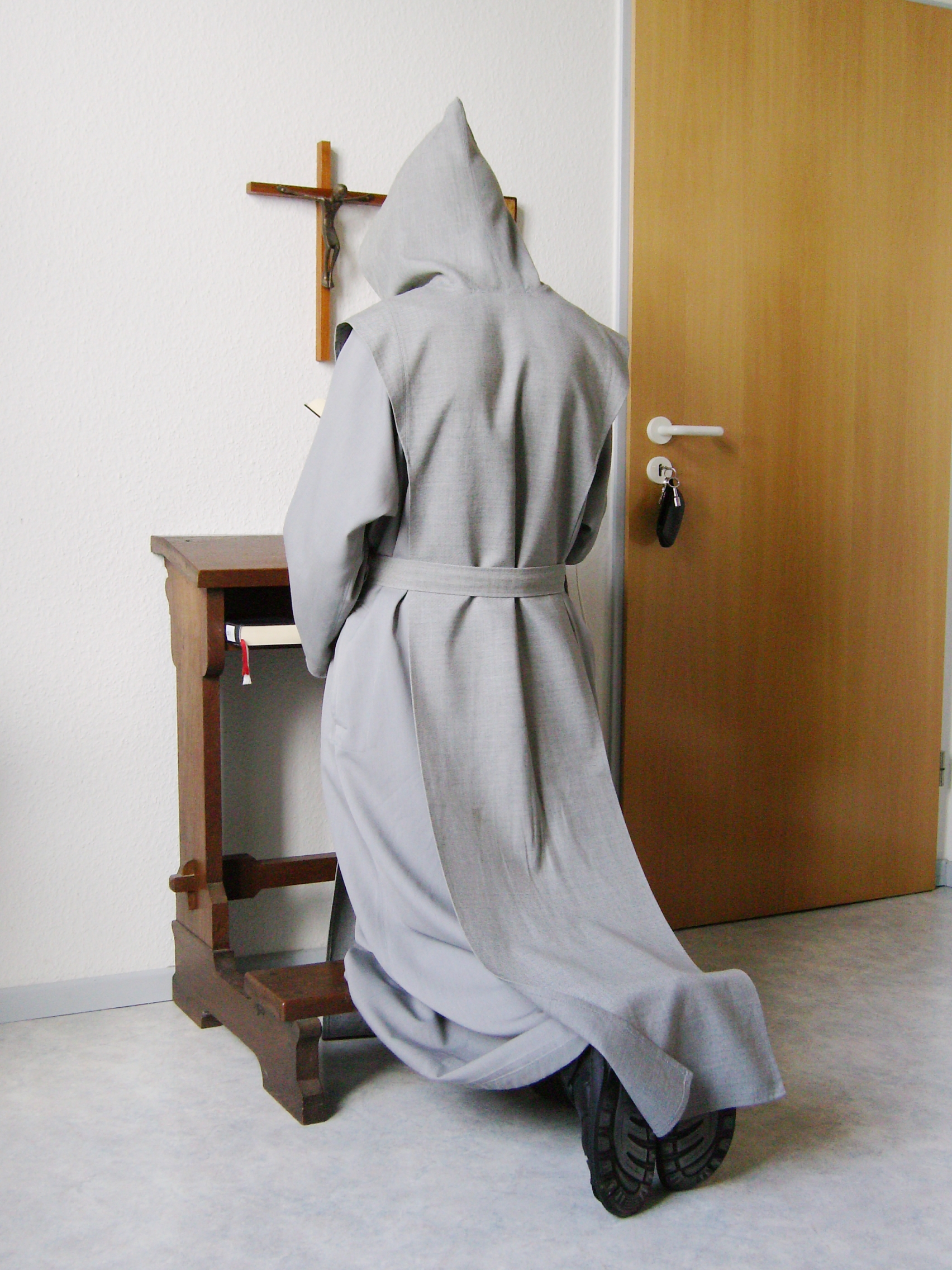

الرهبنة والرهبانية في اللغة العربية تعني التخلي عن الدنيا والزهد فيها والابتعاد عن البشر والتفرغ للعبادة.

## اقرأ أيضاً
- سيسترسية